# Travis Bond
Travis Bond (Carolina del Nord, 10 dicembre 1990) è un giocatore di football americano statunitense che gioca nel ruolo di offensive lineman ed è attualmente free agent. Scelto dai Minnesota Vikings della National Football League (NFL) nel corso del settimo giro (214º assoluto) del Draft NFL 2013,  in precedenza aveva giocato a football per i Tar Heels dell'Università della Carolina del Nord a Chapel Hill.

## Carriera professionistica

### Minnesota Vikings
Bond fu scelto nel corso del settimo giro del Draft 2013 dai Minnesota Vikings, per poi essere svincolato il 31 agosto ed in seguito inserito nella squadra di allenamento.

### Carolina Panthers
Il 6 novembre, ancora membro della squadra di allenamento dei Vikings, fu ingaggiato dai Carolina Panthers che lo inserirono nel roster dei 53 giocatori attivi (transazione questa permessa dal regolamento della NFL). Con i Panthers egli svolse quasi esclusivamente un ruolo di riserva, subentrando a partita in corso sia contro i Tampa Bay Buccaneers che contro i New Orleans Saints. Il 19 maggio fu svincolato.

## Vittorie e premi
Nessuno

## Statistiche
| Partite totali      | 2 |
| Partite da titolare | 0 |